# Caracara-de-guadalupe
Caracara-de-guadalupe ou carcará-de-guadalupe (Caracara lutosa) é uma ave de rapina diurna extinta, da família dos Falconídeos. Era endêmica da ilha de Guadalupe, México, tendo sida descrita pela primeira vez em 1876 e extinguiu-se por volta de 1903, quando foi registrada pela última vez.
A caracara-de-guadalupe tinha cerca de 60 centímetros de comprimento. A plumagem era castanha escura no topo da cabeça, parte inferior da asa, penas primárias e cauda, sendo o resto do corpo axadrezado de castanho e branco. As patas e a zona da face eram amareladas.
Pouco se sabe a respeito dos hábitos desta ave de rapina, diabolizada pelos colonos de Guadalupe que a viam como ameaça aos rebanhos de ovelhas que pretendiam criar. A caracara tinha hábitos alimentares variados que incluíam crustáceos, roedores, mas também minhocas e insectos e provavelmente cadáveres. Os ninhos eram construídos de forma pouco organizada, no topo de penhascos e zonas de difícil acesso. As posturas eram feitas em Abril e continham cerca de três ovos.
O declínio das caracaras-de-guadalupe começou imediatamente após a sua descrição científica, contemporânea da colonização da ilha. Estas aves foram caçadas em grandes números pelos pastores que as acusavam de “crueldade” para com os cordeiros nascidos na ilha. As caracaras desconheciam o Homem e não tinham medo, o que facilitou o seu extermínio. Uma vez que Guadalupe tem apenas cerca de 30 km de comprimento, em 1885 as caracaras eram já muito raras. No fim do século XIX, Guadalupe foi abandonada pelos colonos o que parecia antecipar a recuperação da espécie. No entanto, um mal entendido selou o destino da espécie. Em 1900, o ornitólogo Rollo Beck visitou a ilha em busca destes animais e viu um bando de onze elementos a voar sobre a ilha. Julgando que eram comuns, Beck matou nove exemplares para estudo. Estas foram as últimas caracaras a serem avistadas.
A caracara-de-guadalupe é um parente próximo da caracara-do-norte (Caracara cheriway), existente no México.